# 李英哲
李英哲（韓語：이영철），韓國電視劇編劇。

## 作品

### 電視劇
- 2004年：MBC《Non-Stop 5》
- 2005年：MBC《彩虹羅曼史》
- 2006年：MBC《不可阻擋的High Kick！》
- 2007年：MBC《泡菜奶酪微笑》
- 2009年：MBC《穿透屋顶的High Kick！》
- 2010年：tvN《不可思議愛上你》
- 2011年：MBC《High Kick！短腿的反擊》
- 2012年：SBS《致美麗的你》
- 2013年：tvN《馬鈴薯星2013QR3》
- 2017年：KBS《最佳的一擊》
- 2017年：TV朝鲜《在你背上扣球》

## 外部連結
- NAVER搜索